# KRO-hitparade
De KRO-hitparade kan beschouwd worden als de eerste hitparade van Nederland. 
Ger de Roos, leider van het Orkest Zonder Naam van de KRO, was de samensteller. Hij was initiatiefnemer geweest van een rubriek in het programma Uit en Thuis waarin vanaf 3 oktober 1948 de populaire liedjes van die tijd ten gehore werden gebracht door Klaas van Beeck's Hitparadeorkest. Na één seizoen stopte het programma. In november 1951 hervatte Ger de Roos de uitzendingen. Het was de eerste Nederlandse hitlijst die werd samengesteld op basis van verkoopgegevens. Voor het onderzoek werden ongeveer vijftig muziekhandelaren gebeld. De lijst bevatte alleen titels van liedjes, geen uitvoerenden. Veel liedjes werden uitgevoerd door verschillende artiesten. 
De allereerste nr.1-hit van Nederland was Er hangt een paardenhoofdstel aan de muur van de Kilima Hawaiians.
De KRO-hitparade werd meestal maandelijks samengesteld, maar soms was er 2 maanden lang geen lijst. Van mei t/m oktober 1952 zijn er geen lijsten bekend. Op 26 april 1953 werd de laatste hitlijst gepubliceerd.